# Шайдер, Рой
Рой Ричард Шайдер (англ. Roy Richard Scheider; 10 ноября 1932[…], Ориндж, Нью-Джерси — 10 февраля 2008[…], Литл-Рок, Арканзас) — американский актёр. Двукратный номинант на премию «Оскар».

## Ранние годы
Рой Ричард Шайдер родился 10 ноября 1932 года в Ориндже (штат Нью-Джерси) в семье немца Роя Бернарда Шайдера и ирландки Анны Кроссон. Отец Роя Шайдера был автомехаником. В возрасте шести лет Шайдер перенёс ревматизм и потому был очень болезненным ребёнком. Чтобы укрепить здоровье, активно занимался спортом и достиг в этом больших успехов. Одно время он даже предполагал сделать спортивную карьеру. С юношеского возраста играл в любительский бейсбол и выступал на чемпионате по боксу «Бриллиантовые перчатки Нью-Джерси».
Он посещал Columbia High School в Мейплвуде, Нью-Джерси, и был введён в школьный зал славы в 1985 году. Шайдер учился в Рутгерском университете в Ньюарке, окончил юридический колледж Франклина и Маршалла в Ланкастере, где и увлёкся театром. Четыре года служил в ВВС США — авиадиспетчером в Корее.

## Карьера
После демобилизации в 1961 году Шайдер смог получить ведущую роль Меркуцио в театральной постановке «Ромео и Джульетта» на нью-йоркском ежегодном парковом фестивале Шекспира. Следующие несколько лет он провёл в постоянной труппе театра. В 1968 году удостоился премии Obie за исполнение роли в пьесе «Стивен Д.» В 1961—1971 годах Шайдер сыграл в более чем 80 пьесах.
Экранная карьера Шайдера началась с роли в фильме ужасов «Проклятие живых мертвецов» (1964). Потом последовали роли в фильмах «Бумажный лев» (1968) и «Стилет» (1969). Известность к актёру пришла в 1971 году после роли в полицейском боевике «Французский связной», а благодаря главной роли в триллере Стивена Спилберга «Челюсти» актёр вошёл в число ведущих «звёзд» Голливуда.
Шайдер согласился на роль в фильме «Марафонец», так как очень хотел поработать с Дастином Хоффманом и Лоренсом Оливье. Признавал своим самым обидным карьерным промахом отказ от роли Майкла в фильме «Охотник на оленей». За роль детектива полиции Бадди Руссо в фильме Уильяма Фридкина «Французский связной» Шайдер был номинирован на премию «Оскар» в номинации «Лучший актёр второго плана» (премия досталась Бену Джонсону за фильм «Последний киносеанс»).
Во второй половине 1970-х и в 1980-е годы у Роя Шайдера были заметные роли, в том числе в фильмах крупных мастеров («Весь этот джаз», «Голубой гром»), однако к началу 1990-х его карьера закатилась.
В 1990-е годы и в дальнейшем Рой Шайдер часто снимался в дешёвых фильмах, а также на телевидении (в частности, главная роль в научно-фантастическом телесериале «Подводная одиссея» с 1993 по 1996).
Рой Ричард Шайдер умер 10 февраля 2008 года в возрасте 75 лет в больнице города Литл-Рок, Арканзас от миеломной болезни; был кремирован.

## Личная жизнь
С 1962 по 1986 год был женат на актрисе Синтии Шайде, у пары родилась дочь Максимилия Шайдер (1963—2006), от которой впоследствии появились двое внуков. С 1989 года был женат на актрисе Бренде Симер, в этом браке родились сын Кристиан (род. 1990) и дочь Молли (род. 1995).

## Фильмография

### Кино
| Год  | Название на русском                     | Оригинальное название                        | Роль                        | Примечания                         |
| ---- | --------------------------------------- | -------------------------------------------- | --------------------------- | ---------------------------------- |
| 1964 | Проклятие живых мертвецов               | The Curse of the Living Corpse               | Филип Синклер               |                                    |
| 1968 | Бумажный лев                            | Paper Lion                                   |                             | не указан в титрах                 |
| 1969 | Стилет                                  | Stiletto                                     | Беннетт                     |                                    |
| 1970 | Любить                                  | Loving                                       | Скип                        |                                    |
| 1970 | Загадка незаконнорожденного             | Puzzle of a Downfall Child                   | Марк                        |                                    |
| 1971 | Клют                                    | Klute                                        | Фрэнк Лигурин               |                                    |
| 1971 | Французский связной                     | The French Connection                        | детектив Бадди Руссо        |                                    |
| 1972 | Похищение в Париже                      | L’attentat                                   | Майкл Ховард                |                                    |
| 1972 | Человек умер                            | Un homme est mort                            | Ленни                       |                                    |
| 1973 | От семи лет и выше                      | The Seven-Ups                                | Бадди                       |                                    |
| 1975 | Шейла Левайн умерла и живёт в Нью-Йорке | Sheila Levine Is Dead and Living in New York | Сэм Стоунман                |                                    |
| 1975 | Челюсти                                 | Jaws                                         | шериф Мартин Броуди         |                                    |
| 1976 | Марафонец                               | Marathon Man                                 | Генри «Док» Леви            |                                    |
| 1977 | Колдун                                  | Sorcerer                                     | Джеки Скэнлон               |                                    |
| 1978 | Челюсти 2                               | Jaws 2                                       | шериф Мартин Броуди         |                                    |
| 1979 | Последнее объятие                       | Last Embrace                                 | Гарри Ханна                 |                                    |
| 1979 | Весь этот джаз                          | All That Jazz                                | Джо Гидеон                  |                                    |
| 1982 | В ночной тиши                           | Still of the Night                           | Сэм Райс                    |                                    |
| 1983 | Голубой гром                            | Blue Thunder                                 | офицер Фрэнк Мерфи          |                                    |
| 1984 | Космическая одиссея 2010                | 2010: The Year We Make Contact               | доктор Хейвуд Флойд         |                                    |
| 1985 | Мисима: Жизнь в четырёх главах          | Mishima: A Life in Four Chapters             | рассказчик                  | озвучка                            |
| 1986 | Мужской клуб                            | The Men’s Club                               | Кавано                      |                                    |
| 1986 | Подцеплен по-крупному                   | 52 Pick-Up                                   | Гарри Митчелл               |                                    |
| 1988 | Коэн и Тейт                             | Cohen And Tate                               | Коэн                        |                                    |
| 1989 | Слушай меня                             | Listen to Me                                 | Чарли Николс                |                                    |
| 1989 | Ночная игра                             | Night Game                                   | Майк Сивер                  |                                    |
| 1990 | Четвёртая война                         | The Fourth War                               | полковник Джек Ноулс        |                                    |
| 1990 | Русский дом                             | The Russia House                             | Расселл                     |                                    |
| 1991 | Обед нагишом                            | Naked Lunch                                  | доктор Бенуэй               |                                    |
| 1993 | Ромео истекает кровью                   | Romeo is Bleeding                            | дон Фальконе                |                                    |
| 1997 | Тени прошлого                           | The Myth of Fingerprints                     | Хэл                         |                                    |
| 1997 | В бегах                                 | Plato’s Run                                  | Сенаркиан                   | сразу на видео                     |
| 1997 | Цель № 1                                | Executive Target                             | президент Карлсон           |                                    |
| 1997 | Ярость                                  | The Rage                                     | Джон Таггарт                |                                    |
| 1997 | Миротворец                              | The Peacekeeper                              | президент США Роберт Бейкер |                                    |
| 1997 | Благодетель                             | The Rainmaker                                | Уилфред Кили                |                                    |
| 1997 | —                                       | The Definite Maybe                           | Эдди Джекобсон              |                                    |
| 1998 | —                                       | Evasive Action                               | Энзо Марчелли               |                                    |
| 1998 | —                                       | Better Living                                | Том                         |                                    |
| 1998 | Алмаз смерти                            | The White Raven                              | Том Хит                     |                                    |
| 2000 | Исполнение приказа                      | Chain of Command                             | президент США Джек Кэхилл   |                                    |
| 2000 | Виза на смерть                          | Falling Through                              | Эрл                         |                                    |
| 2000 | Врата ада                               | The Doorway                                  | профессор Ламонт            |                                    |
| 2000 | На переломе дня                         | Daybreak                                     | Стэн Маршалл                |                                    |
| 2001 | —                                       | Time Lapse                                   | агент Ла Нова               | сразу на видео                     |
| 2002 | —                                       | Texas 46                                     | полковник Гартнер           |                                    |
| 2002 | Ангелы здесь не живут                   | Angels Don’t Sleep Here                      | мэр Гарри Портер            |                                    |
| 2003 | Вердикт народа                          | Citizen Verdict                              | губернатор Булл Тайлер      |                                    |
| 2003 | Дракула 2: Вознесение                   | Dracula II: Ascension                        | кардинал Сикейрос           | сразу на видео                     |
| 2003 | Красный змей                            | Red Serpent                                  | Хассан                      |                                    |
| 2004 | Каратель                                | The Punisher                                 | Фрэнк Касл-старший          |                                    |
| 2005 | Дракула 3: Наследие                     | Dracula III: Legacy                          | кардинал Сикейрос           | сразу на видео                     |
| 2005 | —                                       | Love Thy Neighbor                            | Фред                        |                                    |
| 2006 | —                                       | Last Chance                                  | Камберленд                  | короткометражный фильм             |
| 2007 | Чикагская десятка                       | Chicago 10                                   | судья Джулиус Хоффман       | документальный мультфильм; озвучка |
| 2007 | Любовь на линии фронта                  | The Poet                                     | раввин                      |                                    |
| 2007 | Если бы мне было все равно              | If I Didn’t Care                             | Лайнус Бойер                |                                    |
| 2008 | Тёмный медовый месяц                    | Dark Honeymoon                               | Сэм                         | сразу на видео                     |
| 2009 | Железный крест                          | Justice/Vengeance                            | Джозеф                      |                                    |

### Телевидение
| Год       | Название на русском                   | Оригинальное название                                           | Роль                                   | Примечания                           |
| --------- | ------------------------------------- | --------------------------------------------------------------- | -------------------------------------- | ------------------------------------ |
| 1955      | Час «Юнайтед Стейтс Стил»             | The United States Steel Hour                                    | танцор                                 | эпизод: A Wind from the South        |
| 1962      | На пороге ночи                        | The Edge of Night                                               | Кенни                                  | телесериал                           |
| 1964      | Камера три                            | Camera Three                                                    | Фейс                                   | эпизод: The Alchemist                |
| 1965—1966 | Любовь к жизни                        | Love of Life                                                    | Джонас Фолк                            | телесериал                           |
| 1966      | —                                     | Lamp at Midnight                                                | Франческо Барберини                    | телефильм                            |
| 1967      | Тайная буря                           | The Secret Storm                                                | Боб Хилл                               | телесериал                           |
| 1967      | Голубая диадема                       | Coronet Blue                                                    | квартирный менеджер                    | эпизод: A Charade for Murder         |
| 1968      | —                                     | Hidden Faces                                                    | н/д                                    | телесериал                           |
| 1968—1969 | Полиция Нью-Йорка                     | N.Y.P.D.                                                        | Харрисон / Пол Джейсон                 | телесериал; 2 эпизода                |
| 1969      | —                                     | This Town Will Never Be the Same                                | н/д                                    | телефильм                            |
| 1969      | Где расположено сердце                | Where the Heart Is                                              | н/д                                    | телесериал                           |
| 1971      | Кеннон                                | Cannon                                                          | Дэн Боуэн                              | эпизод: No Pockets in a Shroud       |
| 1972      | —                                     | Assignment: Munich                                              | Джейк Уэбстер                          | телефильм                            |
| 1972      | —                                     | To Be Young, Gifted, and Black                                  | н/д                                    | телефильм                            |
| 1983      | —                                     | Jacobo Timerman: Prisoner Without a Name, Cell Without a Number | Хакобо Тимерман                        | телефильм                            |
| 1983      | —                                     | Tiger Town                                                      | Билли Янг                              | телефильм                            |
| 1990      | Кто-то должен снять это               | Somebody Has to Shoot the Picture                               | Пол Мариш                              | телефильм                            |
| 1993—1995 | Подводная одиссея                     | seaQuest DSV                                                    | капитан Нейтан Бриджер                 | телесериал; основная роль            |
| 1994      | Жестокая справедливость               | Wild Justice                                                    | Питер Страйд                           | телефильм                            |
| 1997—2001 | Новая звезда                          | Nova                                                            | рассказчик                             | документальный телесериал; 4 эпизода |
| 1998      | Деньги играют                         | Money Play$                                                     | Джонни Тобин                           | телефильм                            |
| 1999      | Серебряный волк                       | Silver Wolf                                                     | Джон Рокуэлл                           | телефильм                            |
| 1999      | Седьмой свиток фараона                | The Seventh Scroll                                              | Грант Шиллер, австрийский коллекционер | мини-сериал; главный злодей          |
| 1999      | Проект 281                            | RKO 281                                                         | Джордж Шефер                           | телефильм                            |
| 2000      | Загадки смерти                        | Secrets of the Dead                                             | рассказчик                             | документальный телесериал; 2 эпизода |
| 2001      | Охотники за алмазами                  | The Diamond Hunters                                             | Джейкоб Ван дер Бил                    | мини-сериал; основная роль           |
| 2002      | Король Техаса                         | King of Texas                                                   | Генри Уэстовер                         | телефильм                            |
| 2002      | Третья смена                          | Third Watch                                                     | Фёдор Шевченко                         | телесериал; 6 эпизодов               |
| 2007      | Закон и порядок: Преступное намерение | Law & Order: Criminal Intent                                    | Марк Форд Брейди                       | эпизод: Endgame                      |
| 2007—2009 | Гриффины                              | Family Guy                                                      | рассказчик / в роли самого себя        | мультсериал; 2 эпизода; озвучка      |

## Награды и номинации
| Награда         | Год  | Категория                                                                    | Название работы     | Результат |
| --------------- | ---- | ---------------------------------------------------------------------------- | ------------------- | --------- |
| Оскар           | 1972 | Лучшая мужская роль второго плана                                            | Французский связной | Номинация |
| Оскар           | 1980 | Лучшая мужская роль                                                          | Весь этот джаз      | Номинация |
| Золотой глобус  | 1980 | Лучшая мужская роль в комедийном кинофильме или мюзикле                      | Весь этот джаз      | Номинация |
| BAFTA           | 1981 | Лучшая мужская роль                                                          | Весь этот джаз      | Номинация |
| Сатурн          | 1984 | Лучший киноактёр                                                             | Голубой гром        | Номинация |
| Независимый дух | 1998 | Лучшая мужская роль второго плана                                            | Тени прошлого       | Номинация |
| Спутник         | 2003 | Лучшая мужская роль второго плана в мини-сериале, телесериале или телефильме | Король Техаса       | Номинация |